# インドール-3-カルボン酸デカルボキシラーゼ
インドール-3-カルボン酸デカルボキシラーゼ(Indole-3-carboxylate decarboxylase、EC 4.1.1.92)は、以下の化学反応を触媒する酵素である。
インドール-3-カルボン酸{\displaystyle \rightleftharpoons } インドール + CO2
従って、この酵素の基質はインドール-3-カルボン酸のみ、生成物はインドールと二酸化炭素の2つである。
この酵素はリアーゼ、特に炭素-炭素結合を切断するカルボキシリアーゼに分類される。系統名は、インドール-3-カルボン酸 カルボキシリアーゼ(indole-3-carboxylate carboxy-lyase)である。
この酵素は、Zn2+、Mn2+、Mg2+によって活性化される。